# Émile Noirot
Pour les articles homonymes, voir Noirot.
Émile Noirot de son vrai nom Benoît Émile Noirot, né le 5 juin 1853 à Roanne (Loire) et mort le 5 juin 1924 au Bourzat (commune de Saint-Germain-des-Fossés) (Allier), est un peintre français.

## Biographie[1],[2]
Émile Noirot est le fils de Louis Noirot (1820-1902) peintre lithographe et de Françoise Jacques.
Il eut d’abord son père pour professeur. En 1874, il partit à Paris parfaire son apprentissage de la peinture. Il y subit l’influence de l’école de Barbizon avec notamment comme  professeurs Louis Français et de Charles-François Daubigny, s’orientant vers la peinture de paysage de plein air. Il revint à Roanne en 1881, et comme le confie son petit-fils Dominique Noirot :  « … il retrouve avec délectation et émotion les sites de la vallée de la Loire, où il reste de longues heures immobiles, à l’égal du chasseur à l’affût. Il observe, comprend et traduit les mille aspects de ces paysages austères… Il peint « son fleuve », … Saint-Maurice et son donjon dominant l’un des sites les plus sauvages de la vallée ponctué par les vestiges d’un pont antique. » (extrait de la page 26 du livre Émile Noirot paru en décembre 1997 et édité par la galerie Jean-Pierre Prebet).
L’œuvre de Noirot est immense et variée, nourrie de ses voyages tant en France qu’en Italie. Cependant le peintre est toujours resté attaché à la région roannaise et aux gorges de la Loire, qu’il choisit de représenter sur des tableaux monumentaux exécutés pour la ville de Roanne et la préfecture de la Loire (Saint-Étienne). On peut noter aussi que les tableaux retenus par les jurys parisiens étaient sur le même thème : en 1889, dans le cadre de l’Exposition universelle, Le rocher de la Madone (près du Saut du Perron) reçut une mention d’honneur ; en 1893, Le Saut du Perron représenta la France à l’Exposition universelle de Chicago, et la même année Lever de lune à Saint-Maurice reçut au salon la médaille de deuxième classe (plus haute récompense puisqu’à ce salon de 1893, la médaille de première classe ne fut pas attribuée).
Il était peintre du département de la Marine en 1899.

## Distinction
- Chevalier de la Légion d'honneur

## Collections publiques
- Le Puy-en-Velay, musée Crozatier :
  - Vue du Puy-en-Velay, prise des Orgues d'Espaly, huile sur toile, 1895[3]
  - Vue du château de Polignac, effet du matin en avril, huile sur toile, 1898[4]
- Roanne, Musée Joseph Déchelette : 
  - Roanne, vue du gros chêne, huile sur toile, 1900.
  - Le matin à Villerest, huile sur toile, 1903.
- Paris, musée du Louvre :
  - Le lac du Bourget, fusain et mine de plomb, 1903[5].